# Vodena kuga
Vodena kuga (lat. Elodea), rod jednosupnica od šest vrsta biljaka u koji su uključene još tri vrste iz roda Egeria; porodica žabogrizovki. Ove vrste autohtone su u Sjevernoj i Južnoj Americi, odakle su se raširile po velikim dijelovima Euroazije, te po Africi i Australiji.
U Hrvatskoj su danas porisutne dvije vrste, Elodea nuttallii i kanadska vodena kuga (Elodea canadensis)

## Vrste
1. Elodea bifoliata H.St.John
2. Elodea callitrichoides (Rich.) Casp.
3. Elodea canadensis Michx.
4. Elodea densa (Planch.) Casp.
5. Elodea granatensis Humb. & Bonpl.
6. Elodea heterostemon (S.Koehler & C.P.Bove) Byng & Christenh.
7. Elodea najas (Planch.) Casp.
8. Elodea nuttallii (Planch.) H.St.John
9. Elodea potamogeton (Bertero) Espinosa

## Sinonimi
- Anacharis Rich.
- Apalanthe Planch.
- Diplandra Bertero
- Egeria Planch.
- Hydora Besser
- Philotria Raf.
- Serpicula Pursh
- Udora Nutt.

## Vanjske poveznice
|  | Zajednički poslužitelj ima još gradiva o temi Elodea |
|  | Wikivrste imaju podatke o taksonu Elodea             |